# 1094

## Събития
- Арагонски войски, водени от Ел Сид превземат Валенсия

## Родени
- Всеволод II, велик княз на Киевска Рус